# Cerisy
Cerisy település Franciaországban, Somme megyében. Lakosainak száma 545 fő (2022. január 1.). Cerisy Sailly-Laurette, Bayonvillers, Chipilly, Le Hamel, Lamotte-Warfusée és Morcourt községekkel határos.

## Népesség
A település népességének változása:
| Lakosok száma | 509  | 520  | 531  | 531  | 532  | 534  | 535  | 539  | 545  |
|               | 2013 | 2015 | 2016 | 2017 | 2018 | 2019 | 2020 | 2021 | 2022 |